# Ernst Friedrich Bange
Ernst Friedrich Bange (* 11. Mai 1893 in Huttrop bei Essen; † 2. Juli 1945 in Berlin) war ein deutscher Kunsthistoriker.

## Leben
Er war der Sohn des Zeichners Friedrich Georg Bange (1867–1943) und der Emilie Bange, geb. Tackenberg (* 1859). Nach dem Besuch der Volksschule und des Realgymnasiums in Essen bis zum Abitur 1912 studierte er Kunstgeschichte, Klassische Archäologie, Geschichte und Philosophie in Berlin, München und Kiel. Von 1914 bis 1918 nahm er am Ersten Weltkrieg teil und erhielt das Eiserne Kreuz II. und I. Klasse. 1919 wurde er in Kiel bei Georg Vitzthum von Eckstädt promoviert.
Seit 1921 arbeitete er an der Skulpturensammlung der Staatlichen Museen zu Berlin, zunächst mit einem Werkvertrag, seit 1927 als wissenschaftlicher Hilfsarbeiter, seit 1930 als Kustos. 1936 erhielt er die Dienstbezeichnung Professor verliehen. Nach dem Tode von Theodor Demmler wurde er im Juli 1944 Leiter der Skulpturenabteilung. 1945 beging er Selbstmord.
Bange war mit dem Kunsthistoriker Ernst Günter Troche liiert.
Wissenschaftlich beschäftigte er sich vor allem mit der Plastik der Renaissance, insbesondere der Kleinplastik.

## Veröffentlichungen (Auswahl)
- Eine bayerische Malerschule des 11. und 12. Jahrhunderts. München 1923 (Dissertation).
- Königliche Museen zu Berlin: Beschreibung der Bildwerke der christlichen Epochen. Band 2, 2: Die italienischen Bronzen der Renaissance und des Barock. Teil 2 Reliefs und Plaketten. Berlin 1922.
- Die Bildwerke des Deutschen Museums.  Band 2: Die Bildwerke in Bronze und in anderen Metallen, Arbeiten in Perlmutter und Wachs, geschnittene Steine. Berlin, Leipzig 1923.
- Die Bildwerke des Deutschen Museums.  Band 4: Die Bildwerke in Holz, Stein und Ton: Kleinplastik. Berlin, Leipzig 1930.
- Peter Flötner (= Meister der Graphik Band 14). Leipzig 1926.
- Die Kleinplastik der deutschen Renaissance in Holz und Stein. Florenz, Leipzig, München 1928.
- Das Grabmal Kaiser Maximilians I. in der Hofkirche zu Innsbruck. Berlin 1946.
- Die deutschen Bronzestatuetten des 16. Jahrhunderts. Berlin 1949.